# Marathon du Nouvel An de Zurich
Le Marathon du Nouvel An de Zurich (en allemand: Neujahrsmarathon Zürich) est une épreuve de course à pied sur route de 42,195 km, se déroulant à Zurich, en Suisse. Cette épreuve a lieu chaque 1er janvier et ne doit pas être confondue avec le Marathon de Zurich couru en avril de chaque année.

## Histoire
L'édition 2021 est annulée en raison de la pandémie de Covid-19.

## Parcours
Le départ est donné à Schlieren, dans le canton de Zurich, à minuit très exactement le jour de l'An. L'arrivée a également lieu à Schlieren.

## Vainqueurs
| Année | Hommes                                              | Pays                                                | Temps                                               |                                                     | Femmes                                              | Pays                                                | Temps                                               |
| 2005  | Urs Schönholzer                                     | Suisse                                              | 2 h 38 min 28 s                                     | Jacqueline Keller                                   | Suisse                                              | 3 h 25 min 13 s                                     |                                                     |
| 2006  | Georg Schönbächler                                  | Suisse                                              | 3 h 03 min 33 s                                     | Maria Luisa Costetti                                | Italie                                              | 3 h 40 min 24 s                                     |                                                     |
| 2007  | Josef Vogt                                          | Liechtenstein                                       | 3 h 02 min 21 s                                     | Silvia Haab-Herger                                  | Suisse                                              | 3 h 31 min 32 s                                     |                                                     |
| 2008  | Pius Hunold                                         | Suisse                                              | 2 h 38 min 20 s                                     | Heidi Aeschlimann                                   | Suisse                                              | 3 h 36 min 54 s                                     |                                                     |
| 2009  | Konrad von Allmen                                   | Suisse                                              | 2 h 55 min 16 s                                     | Andrea Huser                                        | Suisse                                              | 3 h 30 min 56 s                                     |                                                     |
| 2010  | Dirk Joos                                           | Allemagne                                           | 2 h 47 min 08 s                                     | Astrid Müller                                       | Suisse                                              | 3 h 15 min 20 s                                     |                                                     |
| 2011  | Dirk Joos                                           | Allemagne                                           | 2 h 51 min 26 s                                     | Astrid Müller                                       | Suisse                                              | 3 h 15 min 52 s                                     |                                                     |
| 2012  | Markus von Gunten                                   | Suisse                                              | 3 h 00 min 59 s                                     | Carmen Hildebrand                                   | Suisse                                              | 3 h 38 min 18 s                                     |                                                     |
| 2013  | Jan Fryc                                            | Tchéquie                                            | 2 h 45 min 55 s                                     | Astrid Müller                                       | Suisse                                              | 2 h 59 min 28 s                                     |                                                     |
| 2014  | Philipp Arnold                                      | Suisse                                              | 2 h 43 min 48 s                                     | Astrid Müller                                       | Suisse                                              | 3 h 10 min 45 s                                     |                                                     |
| 2015  | Frédéric Ruberti                                    | France                                              | 2 h 48 min 56 s                                     | Lina-Kristin Schink                                 | Allemagne                                           | 3 h 29 min 32 s                                     |                                                     |
| 2016  | David Jeker                                         | Suisse                                              | 2 h 42 min 47 s                                     | Astrid Müller                                       | Suisse                                              | 3 h 06 min 27 s                                     |                                                     |
| 2017  | Philipp Arnold                                      | Suisse                                              | 2 h 41 min 33 s                                     | Astrid Leutert                                      | Suisse                                              | 3 h 19 min 27 s                                     |                                                     |
| 2018  | Patrick Wieser                                      | Suisse                                              | 2 h 31 min 27 s                                     | Katharina Hartmuth                                  | Allemagne                                           | 3 h 20 min 08 s                                     |                                                     |
| 2019  | Nikki Johnstone                                     | Royaume-Uni                                         | 2 h 26 min 51 s                                     | Nina Zarina                                         | Russie                                              | 3 h 05 min 16 s                                     |                                                     |
| 2020  | Robert Wilms                                        | Allemagne                                           | 2 h 35 min 22 s                                     | Astrid Roberts Feyer                                | Australie                                           | 2 h 59 min 17 s                                     |                                                     |
| 2021  | Course annulée en raison de la pandémie de Covid-19 | Course annulée en raison de la pandémie de Covid-19 | Course annulée en raison de la pandémie de Covid-19 | Course annulée en raison de la pandémie de Covid-19 | Course annulée en raison de la pandémie de Covid-19 | Course annulée en raison de la pandémie de Covid-19 | Course annulée en raison de la pandémie de Covid-19 |
| 2022  | Philipp Arnold                                      | Suisse                                              | 2 h 39 min 02 s                                     | Maja Hügli                                          | Suisse                                              | 3 h 24 min 15 s                                     |                                                     |
| 2023  | Sergio Rodríguez Restrepo                           | Colombie                                            | 2 h 34 min 01 s                                     | Joanna Ryter                                        | Suisse                                              | 3 h 05 min 35 s                                     |                                                     |
| 2024  | Phil Besson                                         | Suisse                                              | 2 h 38 min 44 s                                     | Joanna Ryter                                        | Suisse                                              | 2 h 56 min 50 s                                     |                                                     |
| 2025  | Phil Besson                                         | Suisse                                              | 2 h 29 min 51 s                                     | Maja Hügli                                          | Suisse                                              | 3 h 25 min 46 s                                     |                                                     |

 Record de l'épreuve